# 오메카
오메카(Omeka)는 2008년 미국 조지 메이슨 대학교의 RRCHNM(Roy Rosenzweig Center for History and New Media)이 개발한 오픈 소스 소프트웨어로 온라인 디지털 컬렉션을 구축할 수 있는 콘텐츠 관리 시스템이다. 더블린 코어를 지원하고 다양한 테마와 플러그인을 추가하여 온라인 전시에 용이하며, 많이 사용되는 ICA(International Council on Archives, 국제기록기구회의)가 개발한 기록관리 소프트웨어인 AtoM 보다도 사용이 간단하다는 장점 때문에 소규모 단체나 기관에서도 비교적 이용하기 쉽다. omeka.net 에 회원가입 후 640MByte 내에서 사용 가능한 무료 버전과 웹서버에 설치하여 대용량 서비스가 가능한 omeka.org 두 가지 종류 중 선택할 수 있다.

## 활용 사례
- 부산대학교 로컬리티 아카이브
- 김세진이재호 기억저장소
- 이우학교 아카이브
- Archiving the Occupy Movements from 2011
- 유로피아나 아르누보 컬렉션 (Europeana Art Nouveau Collection)

## 사용 방법
기록관리공개소프트웨어포럼 홈페이지에서 한글 번역된 설치 방법과 기타 다양한 아카이빙 소프트웨어들의 사용법을 볼 수 있다.

## 같이 보기
- 더블린 코어